# Scotch egg

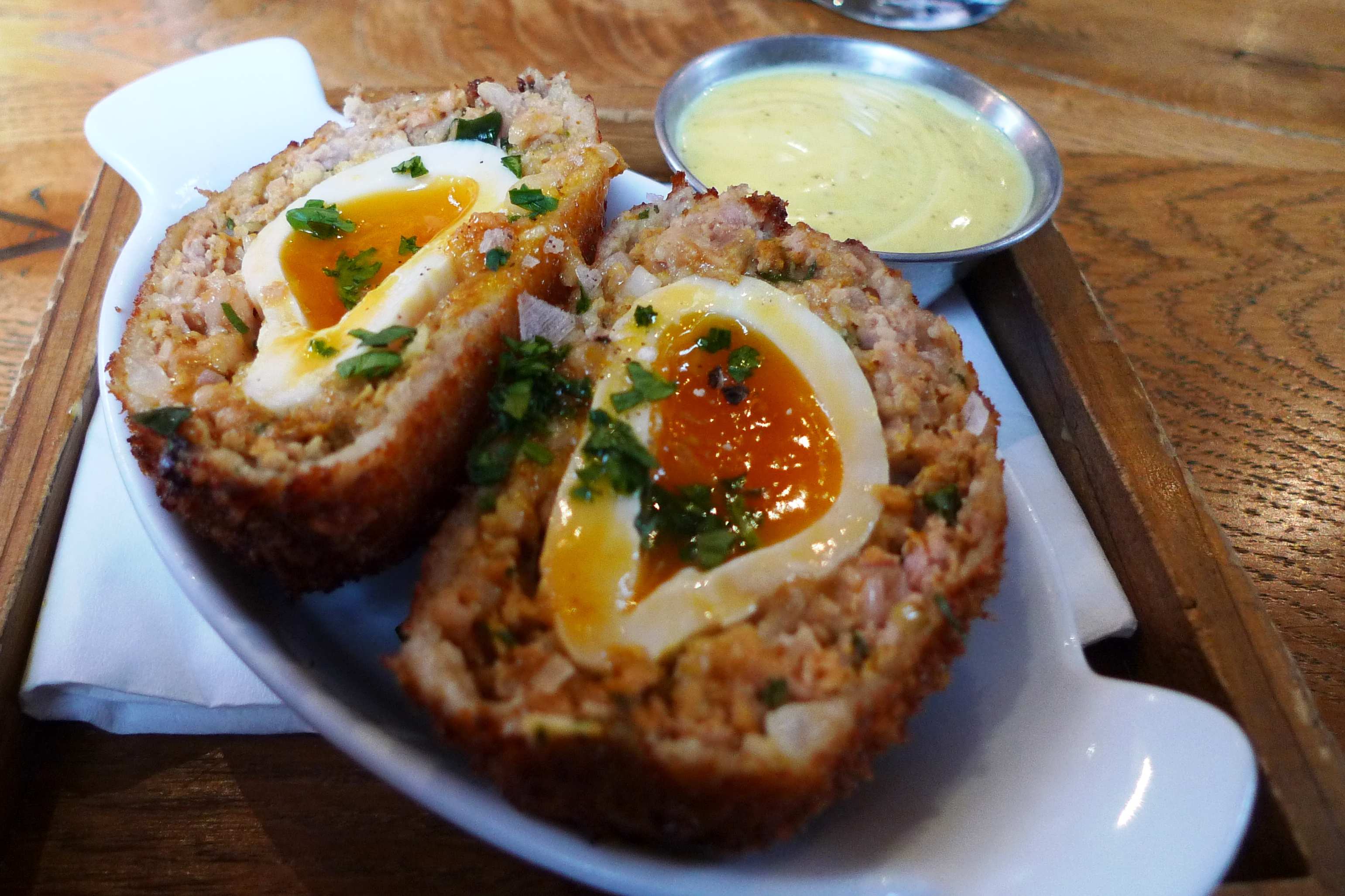
Scotch egg serverat på pub i London.

Scotch egg är en engelsk picknickrätt och enklare tilltugg. Det består av ett kokt ägg, inbäddat i innehållet från en grynkorv, dubbelpanerat och friterat. Det kryddas traditionellt med muskot och serveras med senap.

## Ursprung
Namnet Scotch egg betyder rakt översatt "skotskt ägg", även om rätten utanför de Brittiska öarna vanligen ses som engelsk. Liknande rätter med inbakade ägg äts också i hela världen. Den engelska varianten är möjligen inspirerad av den indiska rätten nargisi kofta, som är en gryta med ägg inbakade i lammfärs som i sin tur har rötter i Persien. I Nederländerna och Belgien, kallas en liknande rätt för vogelnestje (fågelbo) och gehaktbal kiekeboe (tittut köttbulle) och ses som en katolsk traditionell rätt där ägg som kokats för att hålla över fastan bakades in i köttfärs. I Nederländerna finns även en indonesiskinspirerad matkultur, och liknande rätter finns i indonesiska köket, till exempel bakso telur, ungefär köttbullsägg. I Polen uppfattas den som en rätt skapad av gruvarbetare i Schlesien och har även där namnet fågelbo, jaskółcze gniazda.
I engelska köket är Scotch egg tidigast känt dokumenterad sedan 1809, då i den engelska kokboken A New System of Domestic Cookery av Maria Eliza Rundell. Varuhuset Fortnum & Mason hävdar att de skapade rätten på 1700-talet, som ett matigt snack för överklassen att ha med på expeditioner eller på väg till sommarhuset. Det engelska namnets ursprung finns beskrivna i några varianter, bland annat att rätten åts av de engelska officerarna vid Scots Guards i London vilket inspirerade Londonborna till namnet. Enligt en annan tradition härstammar rätten från kuststaden Whitby och namngavs efter restaurangen William J Scott & Sons. Den var då inbakad i fiskfärs och det hävdas att det byttes till korv av hållbarhetsskäl. Andra teorier är att "scotched" användes på 1800-talet om maträtter med ansjovis i, och det var samtidigt vanligt att krydda köttfärs med ansjovis samt att "scotched egg" kan betyda "ägg som man gjort något med".

## Servering
Scotch egg är normalt handmat som serveras med senap. Det är typisk pubmat och även i USA och Kanada serverar brittiskinspirerade pubar Scotch egg. Den var tidigt mat för resa eller expedition, då mer exklusiv. Senare blev den stapelvara på bensinstationer och varuhus för att ätas i bilen och på 1990-talet började rätten ses som ett exempel på dålig engelsk matkultur. Under 2000-talet har den fått en renässans som pubmat och serveras ibland som hel rätt med ost och syltad lök eller sallad, men den kvarstår ändå i första hand som ett tilltugg snarare än en måltid.